# Карелия (песня)
«Каре́лия» — советская эстрадная песня.

## История
Написана композитором Александром Колкером и поэтом Кимом Рыжовым.
Премьера песни состоялась летом 1963 года в Петрозаводске в авторском исполнении.
На всесоюзном радио песню впервые исполнила Лидия Клемент. Позже песня вошла в репертуар Марии Пахоменко, Майи Кристалинской, Валентины Дворяниновой, Сиркки Ритты.
За создание песни «Карелия» Александру Колкеру в 2009 году присвоено звание Почётного гражданина Республики Карелия.
Песня звучит на железнодорожном вокзале Петрозаводска при отправлении фирменного поезда «Карелия».